# اچ. الکساندر اسمیت
اچ. الکساندر اسمیت (به انگلیسی: H. Alexander Smith) سناتور سابق عضو حزب جمهوری‌خواه ایالات متحده آمریکا بود. وی در سال ۱۹۴۴ تا ۱۹۵۹ میلادی سناتور ایالت نیوجرسی در سنای ایالات متحده آمریکا بود.